# فريديريك أوغست بارتولدي
فريديريك اوغست بارتولدي (بالفرنسية: Frédéric Bartholdi)؛ (2 أغسطس 1834 - 4 أكتوبر 1904)، نحات فرنسي شهير. عرف أيضا باسم مستعار هو «اميلكار هاسيلفراتز». من أشهر أعماله تمثال الحرية الموجود قبالة سواحل نيويورك.

## النشأة
ولد في مدينة كولمار في إقليم الألزاس الفرنسي المجاور للحدود مع ألمانيا، توجه إلى باريس ليكمل دراسته في العمارة والرسم. قام بعدها برحلة طويلة إلى مصر واليمن، حيث سمع بمشروع شق قناة السويس. عاد بعدها إلى مسقط رأسه ليصبح معماريا، عرف عنه انتمائه للبنائين الأحرار ، كانت أولى أعماله نصب الجنرال «جون راب» في كولمار، حاز بعدها على نجاح مضطرد في الألزاس.

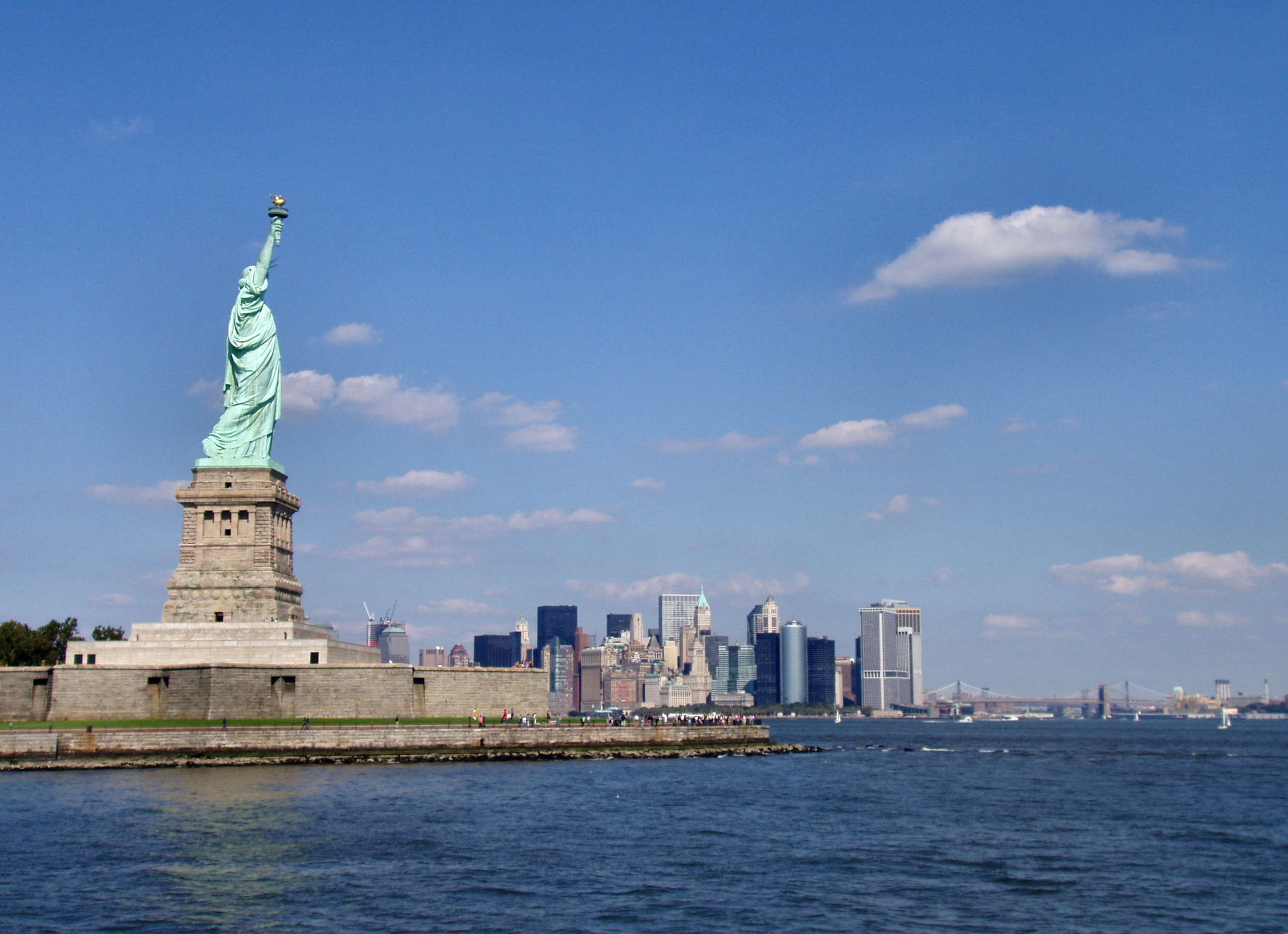
تمثال الحرية منتصبا قبالة مدينة نيويورك الأمريكية

## تمثال الحرية
العمل الذي جعل من بارتولدي الأكثر شهرة هو تمثال الحرية. الذي اهدي في العام 1886 من قبل «الاتحاد الفرانكو-أمريكي» ليكون هدية من شعب فرنسا إلى شعب الولايات المتحدة الأمريكية. ظهرت شائعة وقتها في فرنسا «بأن وجه التمثال صمم ليشابه وجه أم بارتولدي». سافر بارتولدي خصيصا إلى الولايات المتحدة للاشراف علي عملية اختيار الموقع الذي سيتم نصب التمثال فيه.
أثناء وجود بارتولدي في مصر وقت شق قناة السويس، طرأت له فكرة وجود منارة ضخمة على مدخل القناة لإرشاد السفن، على هيئة آلهة الحرية في المثيولوجيا الرومانية وتصمم بارتداءها ملابس فلاحة مصرية ترفع يدها حاملة شعلة يخرج منها ضوء لإرشاد السفن.
عرض بارتولدي رسوماته وخططه لأول مرة على خديوي مصر وقتها إسماعيل باشا في 1867، ومرة أخرى بعد إجراء التنقيحات في 1869. لكن المشروع لم يتم أبدا. حمل مشروع التمثال وقتها اسم «مصر تجلب النور إلى آسيا».
تمت إعادة تنقيح المشروع ليتم في الولايات المتحدة حيث تحول المشروع الفاشل للتمثال إلى نجاح تام في الولايات المتحدة، حيث يعد التمثال من أشهر المعالم العالمية في مدينة نيويورك.
صار بارتولدي بعدها أحد أكثر النحاتين شهرة في أوروبا وأمريكا الشمالية.

## أعمال رئيسية أخرى

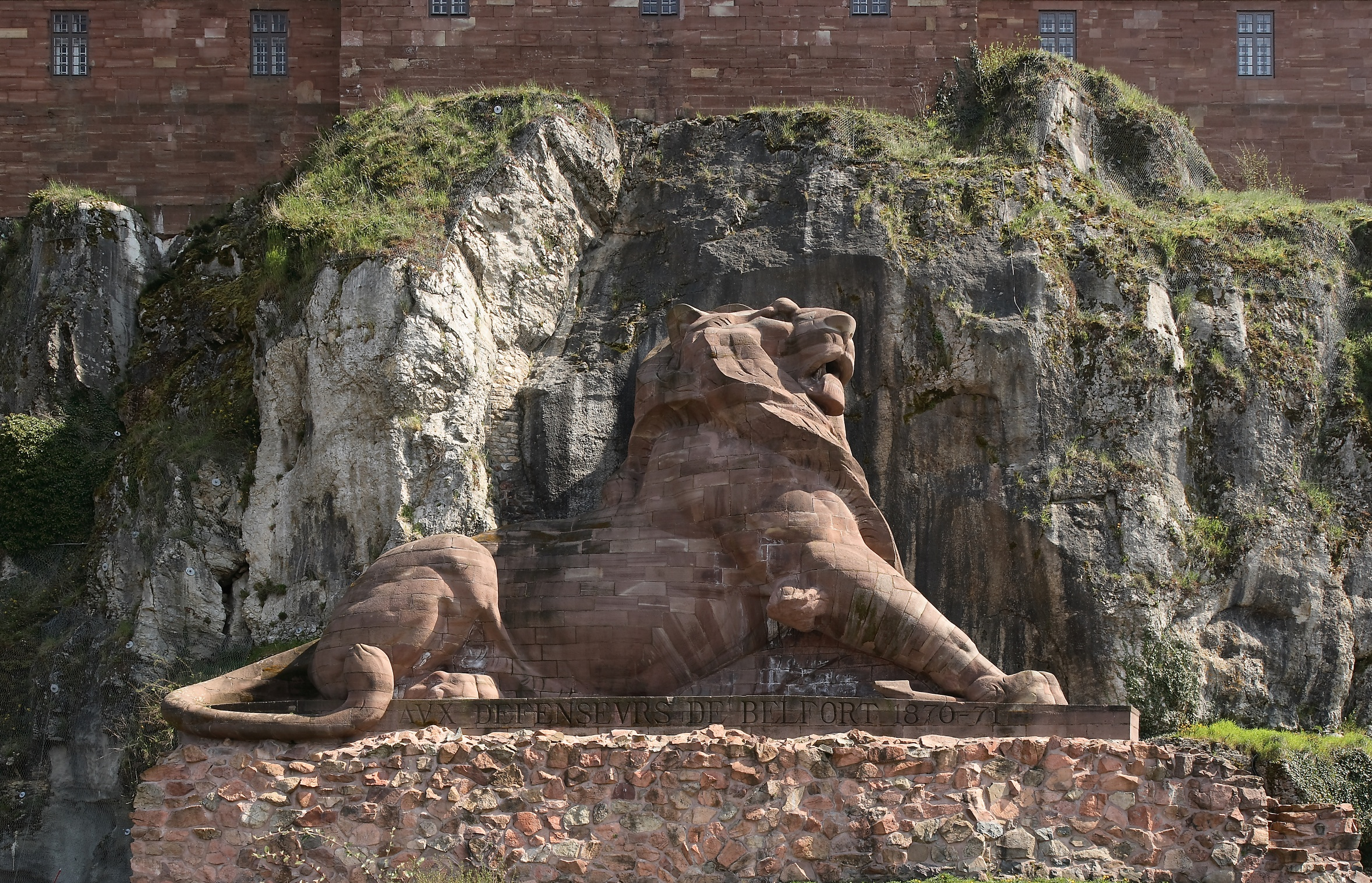
أسد بلفور (من أعمال بارتولدي)

صنع بارتولدي عدة أعمال أخرى في مسقط رأسه إضافة إلى أعمال في مدينة باريس. ومن بين أعماله الشهيرة في أوروبا أسد بلفور في مدينة بلفور في فرنسا، والذي يعد من أشهر أعماله وهو عبارة عن منحوتة كبيرة لأسد يتكئ على جبل يطل على المدينة ليبدو كأنه يحرسها من العدو. صمم الأسد تخليدا لذكرى الحرب البروسية-الفرنسية، حيث كان بارتولدي نفسه ضابطا في تلك الفترة.

## معرض صور

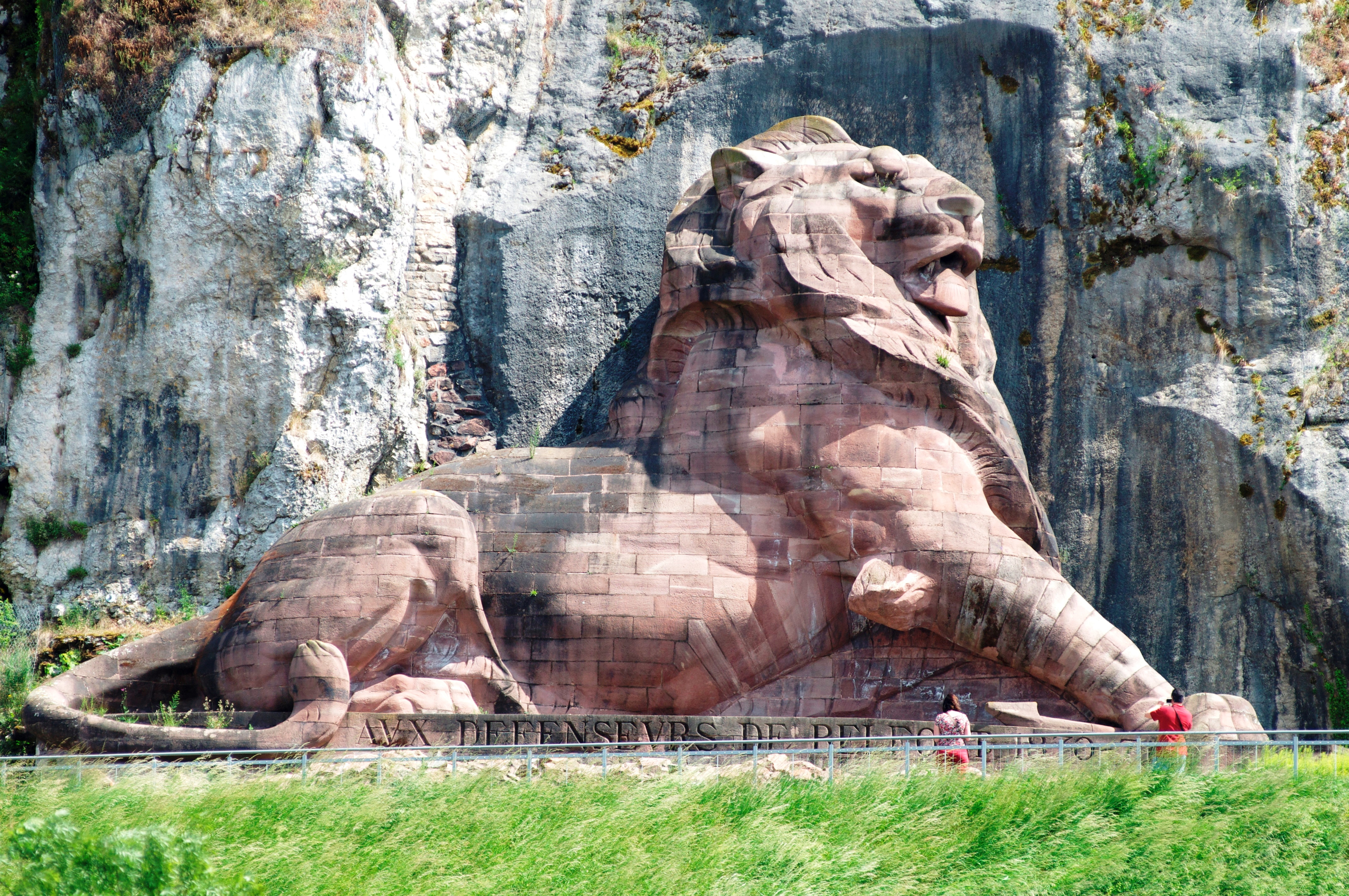
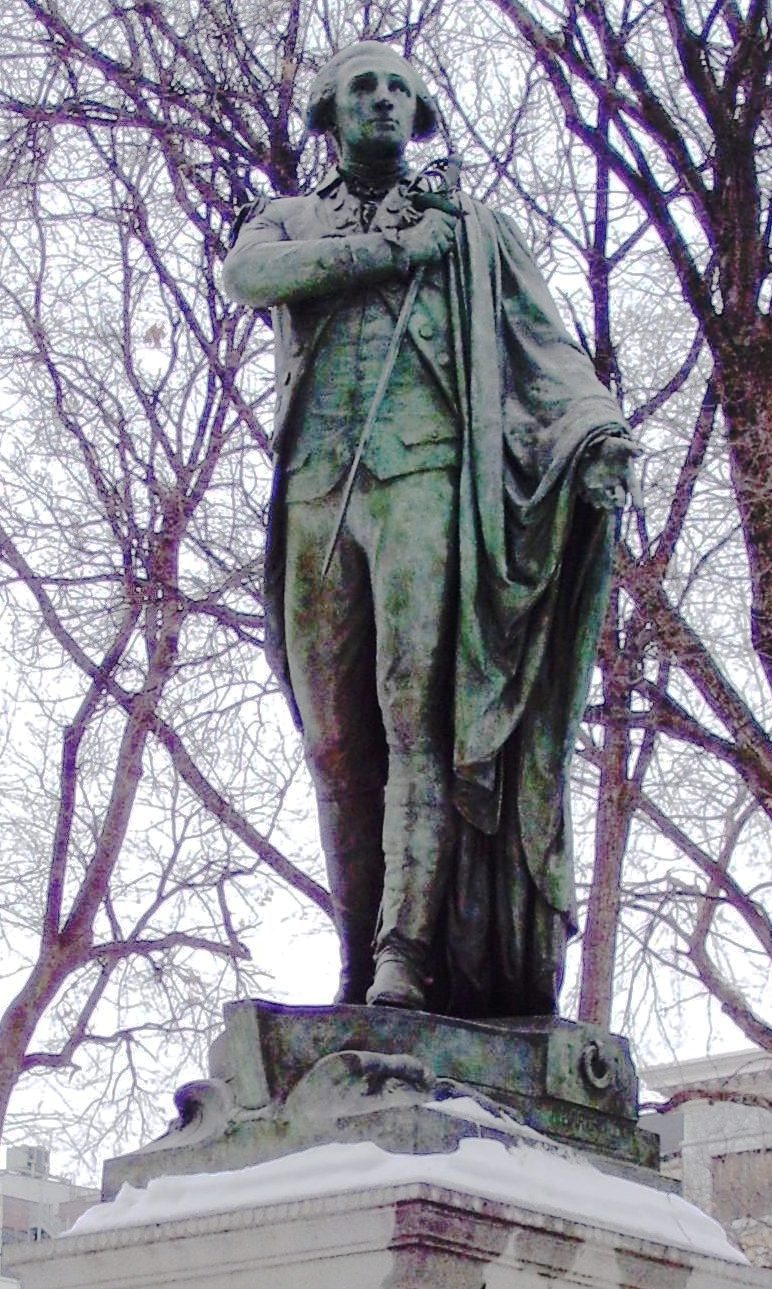
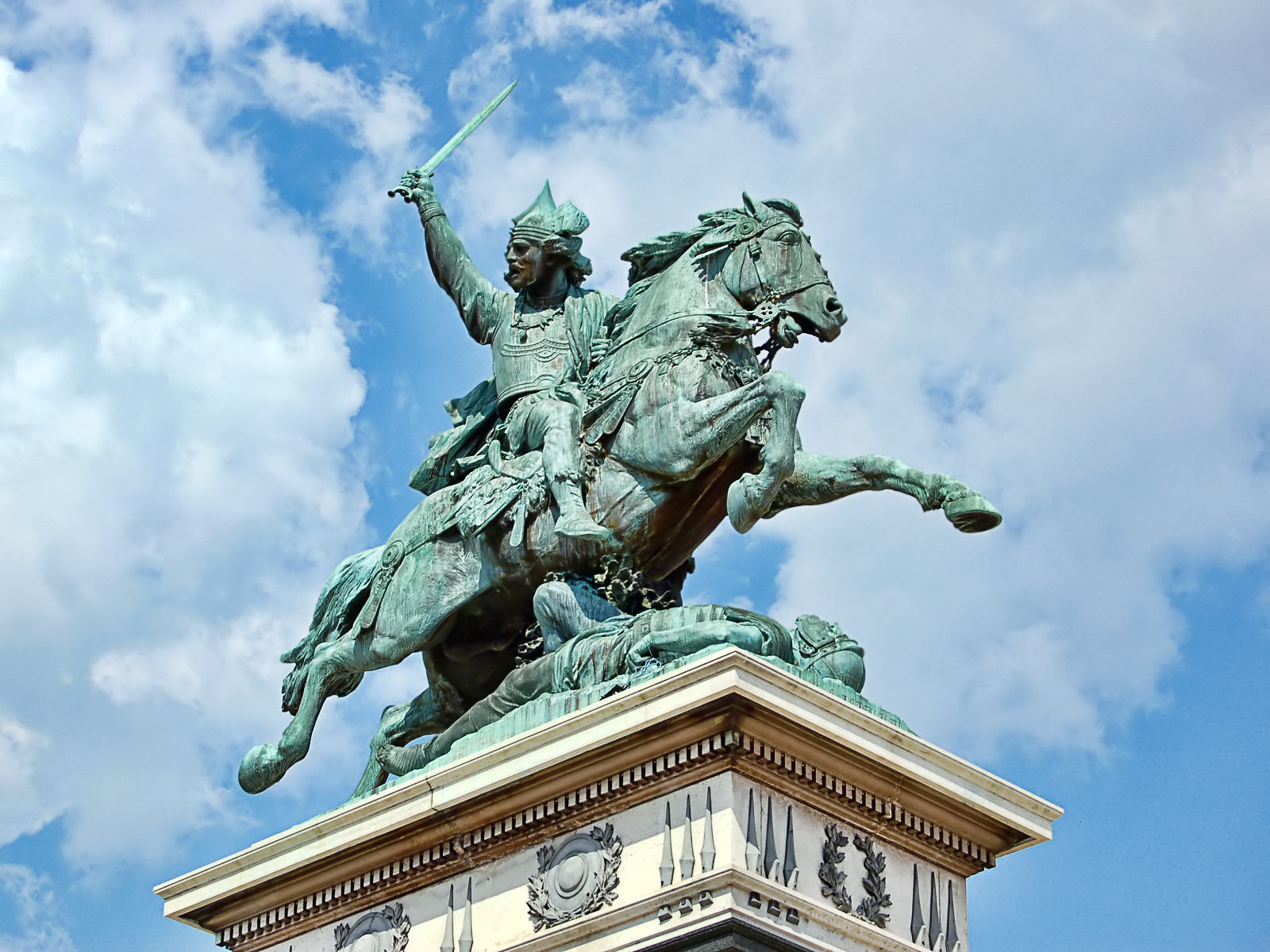

## روابط خارجية
- فريديريك أوغست بارتولدي على موقع الموسوعة البريطانية (الإنجليزية)
- فريديريك أوغست بارتولدي على موقع إن إن دي بي (الإنجليزية)